# Праоница (ТВ серија)
Праоница је телевизијска серија која се емитовала на АТВ телевизији 2005. године. Серија је снимана у Бањој Луци.

## Кратак садржај
Радња серије дешава се у подруму једног бањалучког солитера и прати породицу којој су једини приходи новац добијен од перионице коју имају, и у коју долазе комшије да оперу одјећу и попричају...  

## Улоге
| Глумац            | Улога         |
| ----------------- | ------------- |
| Горица Поповић    | госпођа Ковач |
| Ненад Јездић      | Нено          |
| Николина Ђорђевић | Дуда          |
| Емир Овчина       | Питер         |
| Зијах Соколовић   | Фабијан       |
| Енис Бешлагић     |               |
| Слађана Зрнић     |               |
| Славен Кнезовић   |               |